# جوستين ويليامز (كرة سلة)
جوستين ويليامز (بالإنجليزية: Justin Williams)‏ مواليد 12 مايو 1984 في شيكاغو، هو لاعب كرة سلة أمريكي. بدأ مسيرته الاحترافية في سنة 2006. يلعب في دوري كرة السلة الوطني الأرجنتيني كلاعب وسط. يحمل الرقم 2. يبلغ طوله 6 قدم 10 بوصة (2.1 م). لعب مع سكرامنتو كينغز وهيوستن روكتس.

## روابط خارجية
- جوستين ويليامز على موقع إن بي أي (الإنجليزية)
- جوستين ويليامز على موقع سبورتس رفرنس (الإنجليزية)
- جوستين ويليامز على موقع كرة السلة الأوروبية.كوم (الإنجليزية)
- جوستين ويليامز على موقع كلية كرة السلة في سبورتس رفرنس.كوم (الإنجليزية)
- جوستين ويليامز على موقع ريلجم (الإنجليزية)
- جوستين ويليامز على موقع بروبوليرز (الإنجليزية)
- جوستين ويليامز على موقع سبورتس رفرنس (الإنجليزية)